# 郑一民
郑一民（1946年11月27日—），曾用名郑益敏，笔名欣然、肖政，男，河北内邱人，中国作家、民间文学研究家，曾任中国民间文艺家协会副主席。